# Народная прогрессивная партия Гайаны
Народная прогрессивная партия Гайаны (НППГ; англ. The People's Progressive Party of Guyana) — левая политическая партия в Гайане, представляющая преимущественно население индийского происхождения. Неизменно побеждала на парламентских выборах с 1992 по 2015 год.

## История

### Борьба за независимость Британской Гвианы
НППГ была создана 1 января 1950 году по инициативе группы марксистов во главе с дантистом Чедди Джаганом посредством объединения двух антиколониальных партий — Комитета политических отношений самого Джагана и Лейбористской партии Британской Гвианы Форбса Бёрнэма — и стала первой массовой партией в стране. Чедди Джаган стал лидером новой партии, его супруга Джанет Джаган — секретарём, а Форбс Бёрнэм — председателем.
Уже 1 апреля 1951 года состоялся 1-й съезд партии. В принятой им программе ставились задачи обретения национальной независимости, преодоления всех форм колониального угнетения, проведения аграрной реформы, внедрения всеобщего избирательного права и других демократических преобразований. Конечной целью провозглашалось построение социалистического общества.
На 3-м съезде НППГ в марте 1953 года Форбс Бёрнэм попытался возглавить партию, но её главой остался Чедди Джаган. Партия начала активно объединять силы, и в апреле 1953 года уверенно победила на выборах. НППГ взяла большинство в большинстве округов, получив 18 из 24 мест в Законодательном собрании. От неё в парламент страны были избраны первые женщины-депутаты, в том числе Джанет Джаган и генеральный секретарь гайанских профсоюзов (GIWU) Джейн Филлипс-Гей.

### Первое правительство НППГ
Консервативные партии называли НППГ коммунистами, но сама партия строила свою программу на левоцентристских взглядах, апеллируя к возрастающему национальному самосознанию гайанцев. Впрочем, революционно-социалистические программа и облик партии, равно как и радикальные реформы её кабинета министров вызывали недовольство колониальной администрации. Та уже в октябре 1953 года приостановила действие конституции и отстранила правительство Джагана. 
НППГ предложила программу усиления государственного и общественного влияния в экономике и желала быстро ввести её в действие, но столкнулась с противодействием со стороны губернатора и чиновников высокого ранга. Однако непосредственным поводом для конфликта стал представленный правящей партией Закон о трудовых отношениях. Этот закон декларировался как направленный на снижение трений между профсоюзными организациями, но на деле давал преимущества Союзу промышленных рабочих Гайаны — Guiana Industrial Workers' Union (GIWU), — связанному с правящей партией и день принятия закона выведшему своих членов на забастовку в его поддержку. На следующий день, 9 октября 1953 года, Лондон отменил внутреннее самоуправление и прислал войска под предлогом «защиты от коммунизма». Многие активисты партии были арестованы.

### Второе правительство НППГ
Несмотря на это, НППГ снова собрала силы и на следующих выборах в 1957 году вновь одержала победу; до 1964 года она формировала правительство. При этом сразу после выборов в НППГ произошел окончательный раскол по этническому признаку, на который наложились личные противоречия между двумя политическими лидерами и идеологические разногласия: образовавшаяся в 1955 году более умеренная фракция партии во главе с Бёрнэмом, состоявшая преимущественно из чёрных гайанцев африканского происхождения, образовала Народный национальный конгресс. В НППГ остались преимущественно члены индийского происхождения, занимавшие более левые позиции.
Вновь став правящей партией, НППГ требовала предоставления Британской Гвиане независимости. Джаган также предлагал национализировать иностранную собственность, особенно в сахарной промышленности. Однако наложение Джаганом вето на участие Британской Гвианы в Федерации Вест-Индии привело к потере поддержки со стороны афро-гайанцев. По их мнению, Джаган действовал, исходя из интересов индийцев: составляя большинство в Британской Гвиане, они уступили бы это положение африканцам, войдя в состав федерации.

### Новая победа НППГ и её разгром
В 1961 году НППГ вновь победила на выборах, но отрыв составил лишь 1,6 %. Впрочем, благодаря сильной поддержке индийского населения партия снова получила большинство в 20 мест в парламенте. Оставшись при власти, НППГ провела ряд преобразований левого толка: так, был разработан 5-летний план экономического развития, а среди малоземельных крестьян было распределено 100 тысяч акров земли. 
Новым правительством Чедди Джагана были установлены дружеские отношения с рядом социалистических стран, включая СССР и Кубу (Британская Гвиана не присоединилась к эмбарго Соединённых Штатов против последней, а та после переговоров с участием Эрнесто Че Гевары предложила займы и оборудование), в том числе подписало торговые соглашения с Венгрией и ГДР. С 1961 по 1964 годы Джаган столкнулся с кампанией противодействия со стороны не только внутренней оппозиции, но и Американского института свободного развития труда (АИСРТ), который считался прикрытием для операций ЦРУ. Различные сообщения показывают, что АИСРТ, имевший бюджет 800 000 долларов США, взял на содержание лидеров оппозиции и поддерживал бунты и демонстрации против НППГ, в итоге которых в период с 1962 по 1963 годы в районе Джорджтауна был нанесён ущерб на 40 млн долларов.
Чтобы противостоять профсоюзу Manpower Citizens Association (MPCA), объединявшему работников сахарных плантаций и связанному с Бёрнэмом, НППГ организовала Союз гайанских сельскохозяйственных рабочих — Guianese Agricultural Workers Union. Новый профсоюз должен был объединить индийцев, работающих на сборе сахарного тростника. В ответ MPCA немедленно провел однодневную забастовку, за которой последовала публикация НППГ Билля о трудовых отношениях, почти идентичного тому закону, что привёл к британскому вторжению в колонию в 1953 году. Всё это привело к протестам и всеобщей забастовке, длившейся два месяца; губернатор был вынужден объявить чрезвычайное положение, а правительство, чтобы положить конец беспорядкам, отозвало законопроект и согласилось проводить предварительные консультации с представителями всех профсоюзов. Волнения углубили напряжённость и враждебность между двумя основными этническими группами и сделали примирение Джагана и Бёрнэма невозможным.
Срок полномочий Джагана ещё не истёк, когда колонию потряс очередной раунд волнений рабочих. Поддерживающий НППГ профсоюз GIWU, собравший в свои ряды все трудовые организации, в январе 1964 года объявил забастовку работников сахарной промышленности. Чтобы усилить эффект, колонну протестующих из глубин страны в Джорджтаун возглавил сам Джаган. Эта демонстрация разожгла конфликт с новой силой, и вскоре он вышел из-под контроля властей. 22 мая губернатор вновь объявил чрезвычайное положение, а в июне перебрал на себя всю полноту власти, ввёл британские войска и запретил любую политическую деятельность. К концу беспорядков было убито 160 человек и уничтожено более 1000 домов.

### В оппозиции
На выборах 1964 года Народная прогрессивная партия получила 45,8 % голосов (при явке в 97 %) и большинство мест в парламенте, но Народному национальному конгрессу удалось воспользоваться санкционированным британскими властями изменением избирательного законодательства и сформировать коалицию с консервативной партией Объединённая сила при поддержке британского губернатора, сместившего Джагана с поста премьер-министра.
В 1964—1992 годах НППГ оставалась в оппозиции к правительству Народного национального конгресса, который, хоть и провозглашал доктрину «кооперативного социализма», преследовал левых критиков (в лице Народной прогрессивной партии и Союза трудящегося народа Уолтера Родни, стоявшего на позициях демократического социализма) и держался при власти благодаря постоянной фальсификации выборов. 
На специальной конференции НППГ в августе 1969 года было принято решение об окончательном становлении на путь марксизма-ленинизма и демократического централизма, что официально было закреплено на 16-м съезде партии в сентябре 1970 года. В 1969 году НППГ приняла участие в международном Совещании коммунистических и рабочих партий в Москве. 17-й съезд в сентябре 1972 года выработал программу привлечения масс к борьбе за демократию и социализм, а 18-й в августе 1974 года назвал как приоритет получение государством контроля над банками, рудниками, крупной промышленностью и плантациями.
По мере того, как усиливался авторитаризм правительства (в 1974 году Бёрнэм объявил о руководящей роли своей партии ННК, сращенной с госаппаратом), оппозиция попыталась сменить тактику. В апреле 1975 года НППГ прекратила бойкот парламента, а Джаган заявил, что НППГ от несотрудничества и гражданского неповиновения переходит к критической поддержке режима Бёрнэма. Вскоре после этого Джаган появился рядом с премьер-министром Бёрнэмом во время празднования десятилетия независимости Гайаны, а 19-й съезд НППГ летом 1976 года заявил о поддержке «мероприятий правительства по обеспечению национальной независимости».
Но, несмотря на примирительный жест Джагана, Бёрнэм не собирался делиться с ним властью и продолжал усиливать свои позиции. Когда перспективы проведения новых выборов и участия НППГ в правительстве были отметены, рабочие сахарной промышленности вышли на забастовку. Забастовщики не добились успеха, а производство сахара неуклонно снижалось с 1976 по 1977 годы. ННК отменил выборы 1978 года, предложив вместо этого референдум, который должен был подтвердить полномочия действующего парламента и бойкотировался всеми ведущими оппозиционными силами.
На несвободных выборах 1980 и 1984 годов НППГ получала 10 и 11 места соответственно.

### Возвращение к власти
После неолиберального поворота Народного национального конгресса тот проиграл выборы 1992 года (первые, признанные международным сообществом свободными и честными), и Народная прогрессивная партия вернулась к власти с почти 54 % голосов. 9 октября Чедди Джаган, лидер НППГ, стал новым президентом Гайаны. Хотя НППГ поддерживала профсоюзное движение и вкладывала средства в развитие инфраструктуры, но не сменила курса на построение рыночной экономики и приватизацию сельскохозяйственных предприятий, а Международный валютный фонд реализовал в стране программу структурного преобразования.
В 1997 году умер бессменный лидер партии Чедди Джаган. В соответствии с конституцией президентом стал премьер-министр Сэмьюэл Хиндс, а пост лидера НППГ и должность премьер-министра заняла вдова покойного Джагана — американская еврейка Джанет Джаган. Она была избрана новым президентом страны в ходе выборов в декабре 1997 года, на которых снова победила НППГ. ННК и её лидер Десмонд Хойт пытались оспорить результаты выборов, после чего в дело вмешался комитет Карибской ассоциации свободной торговли. 24 декабря Джанет Джаган всё же была приведена к присяге с обещанием провести конституционную реформу и проводить выборы каждые три года.
В августе 1999 года она ушла в отставку с поста президента после перенесённого сердечного приступа. Согласно конституции, и. о. президента стал бывший министр финансов и тогдашний премьер-министр Бхаррат Джагдео. 19 марта 2001 года, на три месяца позже ранее запланированного срока, были проведены очередные выборы, на которых при явке, составившей более 90 % избирателей, победил действующий президент Джагдео. В возрасте 35 лет он стал одним из самых молодых глав государств в мире.

### В XXI веке
При правлении Джагдео страну потряс крупный политический скандал в 2004 году, когда фермер Джордж Баххус объявил, что имеет доказательства причастности министра внутренних дел от НППГ Рональда Гаджраджа к «эскадронам смерти», убившим до 40 человек, включая брата фермера; в скором времени был убит и сам обвиняющий. Министр подал в отставку, но избежал наказания, хотя правительственная комиссия и указала на его «нездоровые отношения» с организованной преступностью.
На выборах в 2006 году НППГ получила 54,6 % голосов и 36 из 65 мест в парламенте. До конца пребывания Джагдео на посту президента в Гайане были проведены крупные экономические и социальные реформы. Президент инициировал значительные инвестиции в социальную сферу, что позволило значительно упростить доступ населения к образованию, укрепить систему здравоохранения, провести земельную реформу, расширять жилищный сектор, а также провести крупномасштабное обновление автомобильного, речного и воздушного транспорта. Он проявил себя и как активный сторонник глобальных мер по предотвращению изменения климата: правительство разработало стратегию защиты 18 миллионов гектаров леса Гайаны и программу сокращения выбросов парниковых газов, на которую Гайана получила от Норвегии $ 250 млн. Наконец, Джагдео выступил как один из инициаторов создания Союза южноамериканских наций.
Когда Бхаррат Джагдео прекращал свои полномочия, отказавшись от переизбрания сообразно инициированным им же конституционным ограничениям, Гайана заканчивала свой пятый год подряд с высокими темпами экономического роста, выше многих в Южной Америке. Его преемником стал кандидат в президенты от НППГ — генеральный секретарь партии после смерти Чедди Джагана Дональд Рамотар, избранный президентом 28 ноября 2011 года на всеобщих выборах. В 2015 году в результате досрочных парламентских выборов, вызванных вынесенным Рамотару вотумом недоверия, коалиция оппозиционных партий, в которую входят Партнёрство за национальное единство (союз вокруг ННК) и Альянс за перемены, одержала победу над НППГ с незначительным отрывом — 50,3 % голосов и 33 депутата против 49,2 % и 32 депутатов.